# Cualac tessellatus
Cualac tessellatus (tên tiếng Anh: Checkered pupfish) là một loài cá thuộc họ Cyprinodontidae. Đây là loài đặc hữu của México.